# Edson Zwaricz
Edson Luis Zwaricz (ur.  4 lipca 1971 w União da Vitória) - były brazylijski piłkarz polskiego pochodzenia. Posiada również obywatelstwo meksykańskie.
Podczas kariery piłkarskiej reprezentował drużyny takie jak Paraná Clube, Platinense, Tecos, Atlético San Francisco, Monterrey, Alacranes, Dorados, Lobos, América II i Mérida. Karierę zakończył w grudniu 2010 w wieku 39 lat.
W pierwszej lidze meksykańskiej Zwaricz grał w latach 1993–1995 (16 meczów), 1998 (28 meczów, 6 goli) i 2005 (6 meczów).

## Osiągnięcia

### Tecos UAG
- Zwycięstwo
  - Primera División de México: 1993–1994